# مسابقات جهانی ترامپولین ۱۹۷۰
مسابقات جهانی ترامپولین ۱۹۷۰ ششمین دوره مسابقات جهانی ترامپولین است که در برن، سوئیس در ۱۹ ژوئن ۱۹۷۰ میلادی برگزار شده است.

## جدول مدال‌ها
| رتبه | کشور                | طلا | نقره | برنز | مجموع |
| ۱    | ایالات متحده آمریکا | ۳   | ۲    | ۱    | ۶     |
| ۲    | آفریقای جنوبی       | ۱   | ۱    | ۱    | ۳     |
| ۳    | آلمان غربی          | ۰   | ۱    | ۰    | ۱     |
| ۴    | بریتانیا            | ۰   | ۰    | ۱    | ۱     |
| ۴    | سوئیس               | ۰   | ۰    | ۱    | ۱     |